# 任勉
任勉（？—？），字近思，松江府華亭縣人（今属上海市松江区），明朝政治人物、进士。

## 生平
洪武二十七年（1394年），中二甲第十五名进士。后官睢州知州。其拜杨铁崖、米芾为师。